# Freytag Zoltán
Freytag Zoltán, Freytag Zoltán László (Baranyajenő, 1901. március 14. – Budapest, 1983. szeptember 26.) festőművész.

## Pályafutása
Freytag Kamill és Petrovics Gizella fiaként született. 1919–1920-ban a grazi Landeskunstschul-ban tanult, majd 1920–1922-ben Bécsben és Berlinben képezte magát. 1922 és 1924 között a müncheni Hans Hofmann-féle művészeti iskola hallgatója volt, majd 1924-tól 1930-ig Párizsban volt a Colarossi és Grande Chaumière akadémiák növendéke. 1930. április 30-án Budapesten feleségül vette Sárossy Eta festőnőt.  1930-ban tagja lett a Képzőművészek Új Társaságának, valamint vandégként dolgozott a szentendrei művésztelepen. 1933-ban görögországi tanulmányúton járt. 1935-ben megpróbálkozott a bábtervezéssel. 1942-ben szovjet hadifogságba esett, ahonnan 1948-ban tért haza, majd egy évre rá Budapestre költözött. 1957-től újra dolgozott. Művei között csendéletek, tájképek és fotómontázsok egyaránt megtalálhatóak.

## Kiállításai

### Egyéni kiállításai
- 1939 • műteremkiállítás
- 1940 • Tamás Galéria [Andrássy Kurta Jánossal]
- 1963 • Csók Galéria, Budapest (kat.)
- 1966 • Művelődési Ház, Nagymaros
- 1967 • Fészek Klub, Budapest
- 1969 • Képcsarnok, Veszprém (kat.)
- 1971 • Fényes Adolf Terem, Budapest
- 1977 • Műcsarnok, Budapest.

### Válogatott csoportos kiállításai
- 1931 • Magyar posztimpresszionisták, Könyves Kálmán Rt.
- 1934 • Balatonarácsi és tatai művésztelep kiállítása, Nemzeti Szalon, Budapest
- 1938 • Csop. kiállítás, Nemzeti Szalon, Budapest
- 1939 • Csop. kiállítás, Nemzeti Szalon, Budapest; Modern Hungarian Paintings, Delphic Studio, New York
- 1957 • Tavaszi Tárlat, Műcsarnok, Budapest.

## Művek közgyűjteményekben
- Szent István Király Múzeum, Székesfehérvár
- Janus Pannonius Múzeum, Pécs
- Magyar Nemzeti Galéria, Budapest.